# BMW K 1200-serie met dwarsgeplaatste motor
De K 1200-serie met dwarsgeplaatste motor is een serie motorfietsen van het merk BMW. Deze serie was de opvolger van de K 1200-serie met langsgeplaatste motor.

## Voorgeschiedenis
De BMW "K"-series waren vanaf 1983 op de markt verschenen. Met uitzondering van de K 75-serie waren het allemaal viercilinderlijnmotoren die, vanwege de cardanaandrijving, langsgeplaatst waren. Ze hadden allemaal liggende cilinders, waardoor een laag zwaartepunt gerealiseerd werd. Aanvankelijk was een licht frame toegepast, met het motorblok en de versnellingsbak als dragend gedeelte van het frame. Met de komst van de 130 pk sterke K 1200-serie werden er echter enkele grenzen bereikt: Deze motorfietsen konden al niet meer zonder een stevig aluminium brugframe. Maar ook motorisch kon er niet veel meer uit gehaald worden. De cilinderboringen konden niet groter worden, want daardoor werd de hele motor, en daarmee de wielbasis, langer. En het vergroten van de slag had minder effect op de cilinderinhoud, en nog minder op het motorvermogen, omdat met het toenemen van de slag ook het maximum toerental naar beneden moest worden bijgesteld. Concurrerende merken zaten echter niet stil, de Suzuki GSX 1300 R Hayabusa (167 pk) en de Honda CBR 1100 XX Super Blackbird (164 pk) waren geproduceerd om de 300 km/h grens te overschrijden. BMW had in 1997 besloten het gentlemen's agreement om niet boven de 100 pk te gaan te laten schieten, omdat men er in Japan ruim overheen ging. Nu wilde men de aansluiting niet nog eens verliezen. Een extra voordeel voor BMW was dat men intussen motoren voor de Formule 1 had ontwikkeld. Een deel van de daar toegepaste techniek kon ook voor de nieuwe motorfietsen worden gebruikt. De eerste versie van de nieuwe K 1200-serie, de K 1200 S, werd al in juli 2004 gepresenteerd, maar kwam door kwaliteitsproblemen pas in het voorjaar van 2005 op de markt.

## K 1200-serie
Voor het eerst paste BMW een dwarsgeplaatste multicilinder toe. De machine leek totaal niet meer op zijn voorgangers. Het rijwielgedeelte was vernieuwd en dankzij de zeer sterk hellende (sloper)cilinders, die onder een hoek van 55° stonden, was toch weer een laag zwaartepunt gerealiseerd. De cardanaandrijving was gebleven, maar de paraleverachterbrug was vernieuwd, weliswaar nog steeds met een enkelzijdige wielophanging, maar die was naar de linkerkant van de machine verhuisd. De telelever-voorvork was vervangen door het doorontwikkelde duolever. Uiteindelijk bestond de nieuwe K 1200-serie uit een sporttoerer, een naked bike, een toermotor en een sportmotor.

### Motor
De dwarsgeplaatste, vloeistofgekoelde viercilinderlijnmotor had een korte slag en was helemaal gemaakt voor het ontwikkelen van hoge toerentallen en daarmee een groot motorvermogen. De dubbele bovenliggende nokkenassen waren hol uitgevoerd, een techniek die uit de Formule 1-motoren van BMW stamde. Alleen de uitlaatnokkenas werd via een ketting door de krukas aangedreven. De inlaatnokkenas werd door de uitlaatnokkenas via tandwielen aangedreven. Vanzelfsprekend was er brandstofinjectie en een geregelde driewegkatalysator toegepast. Het motorblok was horizontaal deelbaar. Het BMS-K-motormanagementsysteem stuurde de injectie en de ontsteking aan. Net als bij de R 1200-serie was het CAN-bus Single Wire-systeem toegepast, waardoor vrijwel de hele kabelboom was vervallen. Er waren twee balansassen ingebouwd, en het wet-sumpsmeersysteem had een extra oliereservoir, zodat de oliepan laag was en de motor ook laag in het frame gebouwd kon worden. Het werd daardoor weleens met een dry-sumpsysteem verward. Ook deze innovatie kwam uit de Formule 1-motor, net als de krukas waar de olie voor de drijfstangen doorheen stroomde zodat de hoofdlagers zonder "oliegroef" en daardoor smaller uitgevoerd konden worden. De hele krukas werd hierdoor korter en compacter.
De eerste motor leverde al 167 pk bij 10.250 tpm.

### Rijwielgedeelte

#### Frame
De nieuwe K 1200-serie kreeg ook een nieuw frame. Het was een aluminium brugframe dat uit kokerbalken bestond. Het frame leek langs de motor te lopen, maar het motorblok was door de gekantelde cilinders zo laag gebleven, dat het frame er overheen liep. Daardoor kon het erg smal worden gehouden. Met 11,5 kg was het frame absoluut licht te noemen.

#### Aandrijflijn
Zoals gebruikelijk hadden ook deze machines cardanaandrijving. Vanwege de dwarsgeplaatste motor moest echter een 90° hoekoverbrenging worden toegepast. De machines hadden een hydraulisch bediende meervoudige natte plaatkoppeling, een zesversnellings cassetteversnellingsbak en de cardanaandrijving was verhuisd naar de linkerkant van het achterwiel.

#### Wielen en wielophanging
De wielophanging, die bij eerdere modellen dankzij de toegepaste paraleverachterwielophanging en telelevervoorwielophanging al vooruitstrevend te noemen was, was helemaal vernieuwd. De paralever enkelzijdige wielophanging was naar links verhuisd, vanwege de toepassing en plaatsing van de hoekoverbrenging en de lagere plaatsing van de voetsteunen, maar de reactiestang van het paraleversysteem was nu ook boven de draagarm geplaatst. De draagarm scharnierde aan de onderkant over een steekasje. De telelever-voorvork, die nog min over meer “gewone” vorkpoten had, was vervangen door het duoleversysteem, dat twee starre draagarmen had, die middels wishbones aan het balhoofd bevestigd waren. Twee triangels vormden de verbinding met het frame, en daartussen zat de enkele veer/demperunit. Dankzij het optionele Electronic Suspension Adjustment hoefde de bestuurder niets meer te verdraaien om de veervoorspanning en de dempingskarakteristiek aan te passen. De veervoorspanning kon stilstaand met een knop aan het stuur ingesteld worden in: Solo, solo met bagage, duo en duo met bagage. De demping kon tijdens het rijden worden ingesteld worden in de standen Comfort, Normaal of Sport. Bij het latere ESA II kon alles tijdens het rijden aangepast worden. De wielen hadden nieuwe velgen gekregen waarbij in een van de spaken van het voorwiel het luchtventiel voor de band was aangebracht, zodat die altijd bereikbaar was met een (voor autobanden bestemde) vulnippel.

#### Remmen
De modellen hadden dubbele zwevende remschijven vóór en een enkele zwevende schijf achter. In alle gevallen werden vierzuiger remklauwen gebruikt. Het Teil Integral ABS was standaard toegepast, waardoor de handrem zowel vóór als achter remde en de voetrem alleen achter. Het EVO-remsysteem met rembekrachtiging was eveneens toegepast, maar werd vanaf 2006 niet meer geleverd, nadat er tijdens voortgezette rijopleidingen, waarbij veel beremmingen kort na elkaar uitgevoerd werden, enkele leerlingen waren gevallen door geblokkeerde wielen. Dit kwam doordat de zware, kort op elkaar volgende beremmingen te veel vroegen van de accu, die te heet werd. Hierdoor vielen zowel de rembekrachtiging als het antiblokkeersysteem uit.

## K 1200 S
De K 1200 S kwam in 2005 op de markt en was een sportieve toermachine. Omdat de machine de concurrentie met de Suzuki “Hayabusa” moest aangaan kreeg hij als snel de bijnaam “Bayerbusa”. Het uitrustingspakket was relatief karig, omdat de machine zo licht mogelijk gebouwd moest worden, maar een ergonomiepakket was wel degelijk aanwezig. Net als zijn voorgangers was de machine “lang” gebouwd, met een relatief grote wielbasis. Bij de modellen met langsgeplaatste motor kwam dat door de in de lengte gebouwde motorblokken, bij de K 1200 S door de bijna liggende cilinders die ver naar voren staken, waardoor ook de duolever-vork ver naar voren stond. Er was een volledige stroomlijnkuip toegepast en er werden nieuwe gietwielen gebruikt. BMW gaf (en geeft) de topsnelheid op als “meer dan 200 km/h”. Dat is wel erg bescheiden. Tijdens tests werd ca. 280 km/h gemeten. Als opties waren handvatverwarming, diefstalalarm, een lager zadel, een navigatiesysteem, een middenbok, een kofferset en een tanktas leverbaar.

## K 1200 R
De eveneens in 2005 geïntroduceerde K 1200 R naked bike was technisch vrijwel identiek aan de K 1200 S, maar miste de stroomlijnkuip. De motor was iets teruggetuned (tot 163 pk), maar had wel een meer toeristisch motorkarakter gekregen. Ook was de overbrengingsverhouding in de eindaandrijving iets ingekort omdat hoge topsnelheden met een naked bike minder relevant zijn. Desondanks haalde de machine toch nog meer dan 260 km/uur. De machine was bijzonder ruig, volgens sommigen zelfs "bizar" vormgegeven. De asymmetrische koplamp maakte deel uit van een klein tophalfachtig bovenkuipje dat feitelijk de luchtinlaten voor de motor en een klein ruitje bevatte. Als de machine in geel of matzilver werd besteld waren het frame en het motorblok zwart gespoten, bij de antracietkleurige machines waren deze delen juist zilvergrijs. In tegenstelling tot de meeste naked bikes, roadsters en streetfighters was geen rond buizenstuur gebruikt, maar een gegoten aluminium exemplaar. Het dashboard bevatte een analoge snelheidsmeter en toerenteller en een digitaal schermpje met de kilometerteller, twee dagtellers, een klokje, de benzinevoorraad, motortemperatuurmeter en een versnellingsindicator. De resterende actieradius kon worden opgeroepen en ook de standen van het (optionele) Electronic Suspension Adjustment werden er op weergegeven. De rem- en koppelingshendels waren instelbaar. Er was een iets groter ruitje leverbaar als accessoire.

## K 1200 R Power Cup Racer
De BMW K 1200 R Power Cup startte in 2005. Er werden min of meer "standaard"-K 1200 R-modellen gebruikt, die dankzij een Laser-uitlaatsysteem op een topvermogen van 168 pk kwamen. Er was ook, net als bij zijn "voorganger" de R 1100 S BoxerCup Racer veel carbonfiber gebruikt om het gewicht naar beneden te brengen. Er was een carbonfiber onderkuip aangebracht, een rem- en schakelset om de voetsteunen lager en verder naar achteren te plaatsen, Metzeler Racetec-racebanden, carbonfiber handbeschermers, een 2D-dashboard en het ABS en de handvatverwarming waren vervallen. Er werden in 2005 zeven races verreden.

## K 1200 GT
Deze machine volgde de K 1200 GT met langsgeplaatste motor op. Deze 1200 was veel hoekiger en moderner vormgegeven, en zag er door de grote kuip vrij fors uit. Uiteraard was de elektrisch verstelbare ruit op de toerkuip gebleven. Daarnaast waren een verstelbaar zadel, handgrepen, rem- en koppelingshendels, Teil Integral ABS en een kofferset (zijkoffers in kleur meegespoten) standaard gemonteerd. Als opties kon men kiezen voor Electronic Suspension Adjustment, Automatic Stability Control, zadelverwarming, xenonlampen, een boordcomputer, handvatverwarming, Tire Pressure Control, cruisecontrol, een topkoffer en een diefstalalarm. Ten opzichte van de K 1200 R was de GT nog verder “geknepen” om iets meer koppel te genereren.

## K 1200 R Sport
In 2007 werd aan de serie nog de K 1200 R Sport toegevoegd. Deze machine was identiek aan de K 1200 R, maar had een tophalfkuip om de rijder wat bescherming tegen de elementen te bieden. Er waren drie accessoirepakketten voor deze machine leverbaar:
- Comfort: handvatverwarming en boordcomputer
- Lifestyle: handvatverwarming, boordcomputer, Electronic Suspension Adjustment en zadelverwarming
- High Executive: handvatverwarming, boordcomputer, Electroninc Suspension Adjustment, zadelverwarming xenonlicht en cruisecontrol.

Naast deze pakketten konden nog een aantal accessoires worden besteld, zoals onder meer Tire Pressure Control, witte ledknipperlichten, een hoger windscherm, een sportwindscherm, Integral ABS, tractiecontrole, een bagagerek en een verlaagd zadel.

## Technische gegevens
|                    | K 1200 S                                           | K 1200 R                                           | K 1200 R Power Cup Racer                           | K 1200 GT                                          | K 1200 R Sport                                     |
| ------------------ | -------------------------------------------------- | -------------------------------------------------- | -------------------------------------------------- | -------------------------------------------------- | -------------------------------------------------- |
| Periode            | 2005-2008                                          | 2005-2008                                          | 2005                                               | 2006-2008                                          | 2007-?                                             |
| Categorie          | Sporttoerer                                        | Naked bike                                         | Productieracer                                     | toermotor                                          | Sportmotor                                         |
| Motortype          | DOHC motor                                         | DOHC motor                                         | DOHC motor                                         | DOHC motor                                         | DOHC motor                                         |
| Bouwwijze          | dwarsgeplaatste viercilinderlijnmotor              | dwarsgeplaatste viercilinderlijnmotor              | dwarsgeplaatste viercilinderlijnmotor              | dwarsgeplaatste viercilinderlijnmotor              | dwarsgeplaatste viercilinderlijnmotor              |
| Boring             | 79 mm                                              | 79 mm                                              | 79 mm                                              | 79 mm                                              | 79 mm                                              |
| Slag               | 59 mm                                              | 59 mm                                              | 59 mm                                              | 59 mm                                              | 59 mm                                              |
| Cilinderinhoud     | 1.157 cc                                           | 1.157 cc                                           | 1.157 cc                                           | 1.157 cc                                           | 1.157 cc                                           |
| Max. vermogen      | 123 kW/167 pk bij 10.250 tpm                       | 120 kW/163 pk bij 10.250 tpm                       | 124 kW/168 pk                                      | 112 kW/152 pk bij 9.500 tpm                        | 120 kW/163 pk bij 10.250 tpm                       |
| Max. koppel        | 130 Nm bij 8.250 tpm                               | 127 Nm bij 8.250 tpm                               | onbekend                                           | 130 Nm bij 7.750 tpm                               | 127 Nm bij 8.250 tpm                               |
| Topsnelheid        | ca. 280 km/h                                       | 262 km/h                                           | onbekend                                           | 245 km/h                                           | ca. 260 km/h                                       |
| Aandrijving        | cardanaandrijving                                  | cardanaandrijving                                  | cardanaandrijving                                  | cardanaandrijving                                  | cardanaandrijving                                  |
| Rijwielgedeelte    | Aluminium brugframe met motor als dragend gedeelte | Aluminium brugframe met motor als dragend gedeelte | Aluminium brugframe met motor als dragend gedeelte | Aluminium brugframe met motor als dragend gedeelte | Aluminium brugframe met motor als dragend gedeelte |
| Drooggewicht       | 226 kg                                             | 211 kg                                             | onbekend                                           | 249 kg                                             | ca. 215 kg                                         |
| Rijklaar gewicht   | 248 kg                                             | 237 kg                                             | onbekend                                           | 282 kg                                             | 241 kg                                             |
| Max. totaalgewicht | 450 kg                                             | 450 kg                                             | onbekend                                           | 450 kg                                             | 450 kg                                             |
| Tankinhoud         | 19 liter                                           | 19 liter                                           | 19 liter                                           | 24 liter                                           | 19 liter                                           |
| Voorganger         | K 1200 RS                                          | geen                                               | R 1100 S BoxerCup Racer                            | K 1200 GT langsgeplaatste motor                    | geen                                               |
| Opvolger           | K 1300 S                                           | K 1300 R                                           | geen                                               | K 1300 GT                                          | geen                                               |